# Niebieski laser
Niebieski laser półprzewodnikowy – potoczna nazwa diody laserowej zbudowanej na bazie azotku galu (GaN). Nazwa pochodzi od koloru światła, które emituje dioda. Nazwa ta jest zresztą w znacznym stopniu myląca ze względu na to, że najbardziej typowa konstrukcja tego lasera emituje światło o długość fali 405 nm. Oko ludzkie widzi takie światło jako fioletowe.

## Historia
Pierwsza półprzewodnikowa dioda laserowa została wytworzona przez Shujiego Nakamurę z japońskiej firmy Nichia Chemicals na przełomie roku 1995 i 1996. Był to laser emisji krawędziowej, z warstwą aktywną zbudowaną ze studni kwantowych InGaN. Początkowo struktury te były wytwarzane na podłożach z szafiru, obecnie lasery mają podłoża z monokrystalicznego azotku galu.
Wkrótce po demonstracji Nakamury (firma Nichia) wiele firm i uniwersytetów japońskich i amerykańskich włączyło się do rywalizacji o stworzenie wydajnego i trwałego lasera półprzewodnikowego na azotku galu. Były to między innymi:
- 1996 Toshiba[2]
- 1997 Fujitsu[3]
- 1997 XEROX[4]
- 1997 Cree razem z North Carolina State University[5]

## Konstrukcja niebieskiej diody laserowej na azotku galu

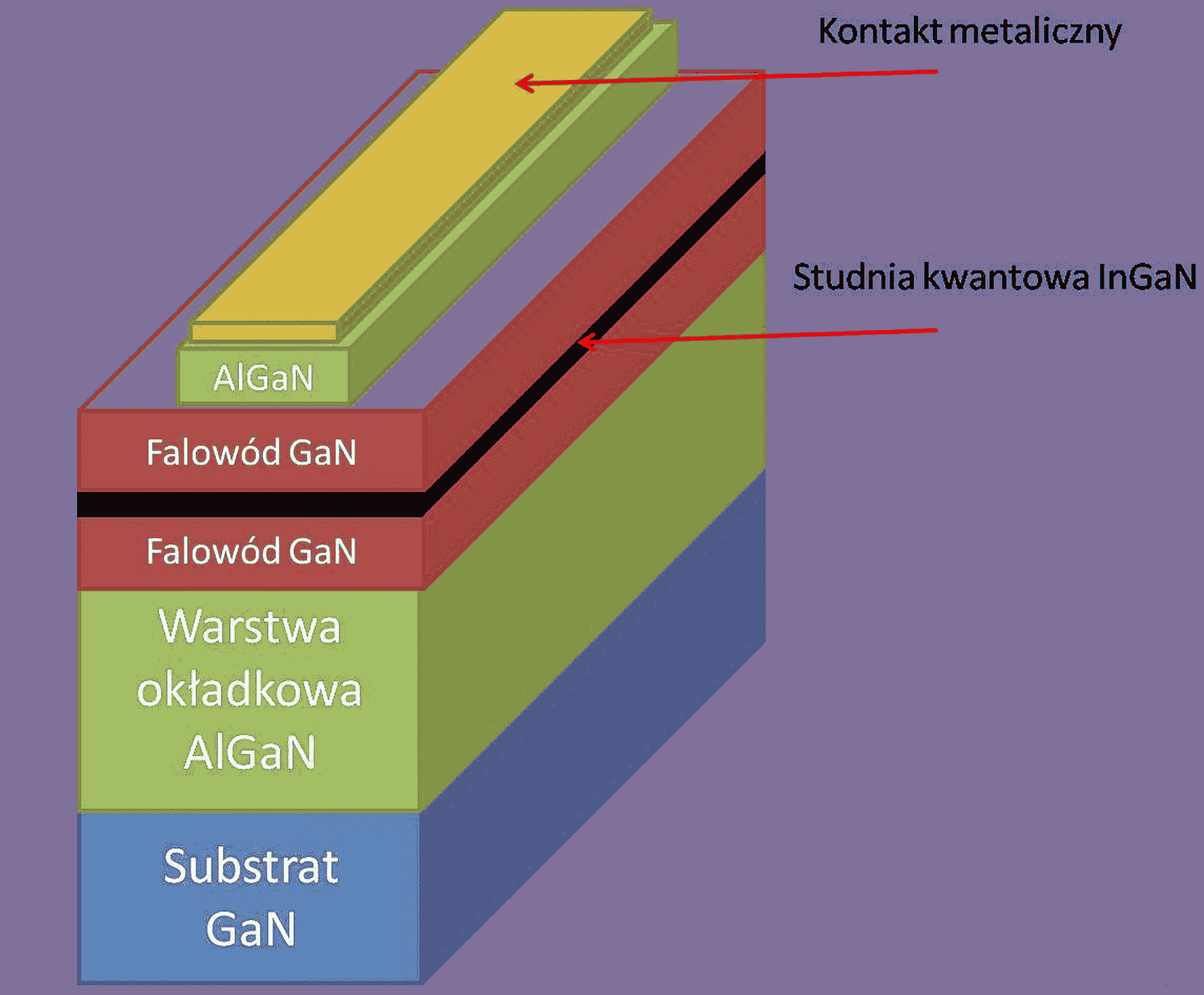
Schemat niebieskiej diody laserowej

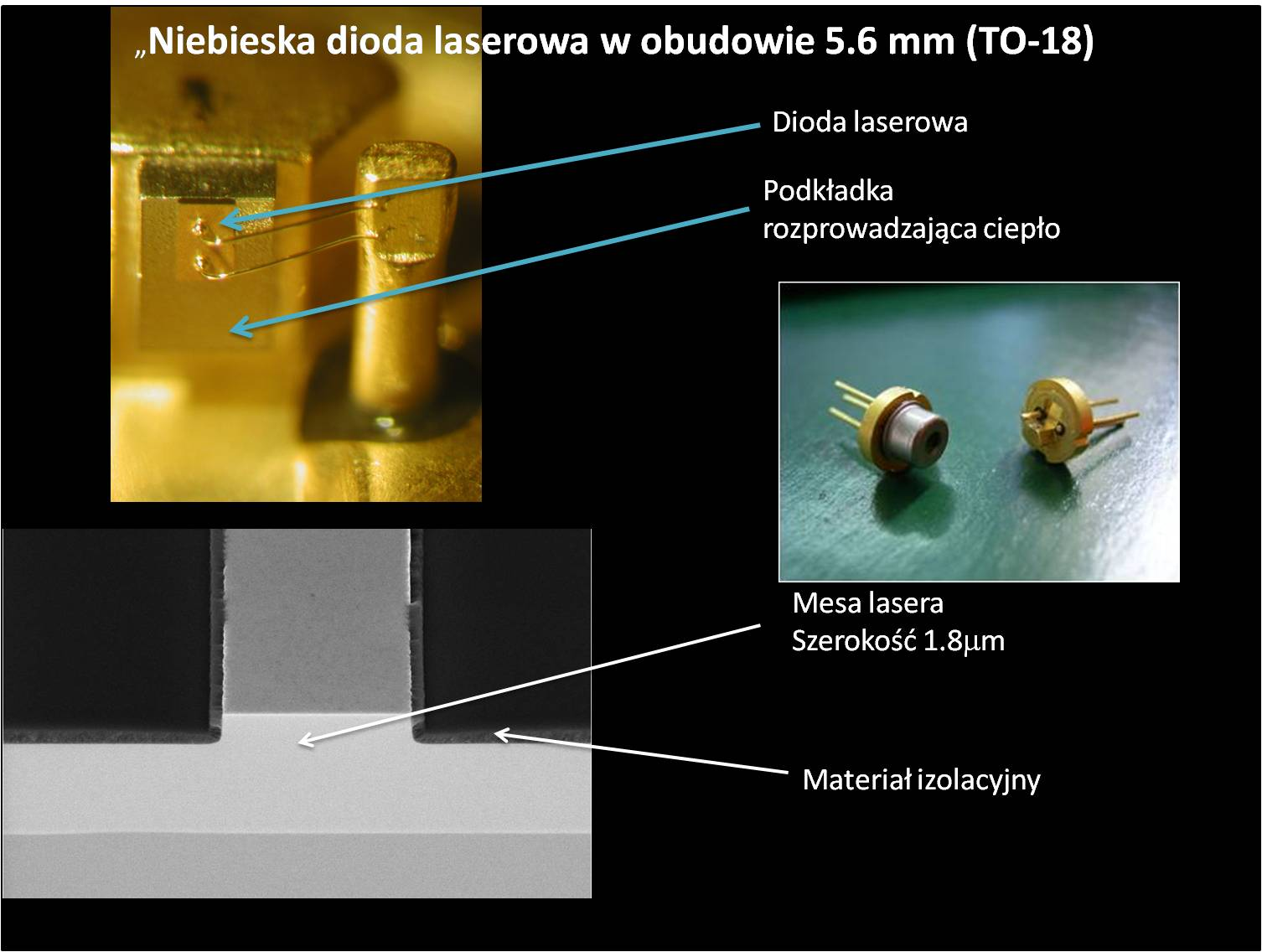
Szczegóły montażu niebieskich diod laserowych w obudowach 5,6 mm. Z archiwum IWC PAN

Diody laserowe emitujące światło niebieskie zbudowane w oparciu o azotek galu są to przyrządy o emisji krawędziowej i typowej dla diod laserowych konstrukcji o rozdzielonym ograniczeniu przestrzennym pola i nośników (Separate Confinement Heterostructure – SCH). Światłowodem w takiej strukturze jest typowo warstwa azotku galu o szerokości 200-300 nm. Okładkami światłowodu są warstwy AlGaN o szerokościach od 500 do 2000 nm i zawartości aluminium od 5 do 10%. Warstwą aktywną (emitującą światło) są studnie kwantowe InGaN. Mają one szerokość około 3-4 nm i zawartość indu od 7 do 25% w zależności od pożądanej długości fali emisji. Podłożem dla takich laserów jest monokrystaliczny azotek galu.
Obecnie struktura laserowa narastana jest z reguły na powierzchni c kryształu azotku galu (związek ten krystalizuje w heksagonalnej strukturze wurcytu). Ze względu na to, że wzrost warstw lasera następuje wzdłuż polarnej osi c kryształu, struktury takie posiadają bardzo wysokie, wbudowane pola piezoelektryczne i piroelektryczne wpływające na własności optyczne przyrządów. Obecnie w wielu grupach prowadzi się prace nad wytwarzaniem struktur laserowych na niepolarnych lub tak zwanych semipolarnych powierzchniach kryształów GaN.
Od strony processingowej niebieskie diody laserowe wytwarzane są zwykle jako lasery wąskopaskowe (szerokość paska od 1,5-2 um), z trawioną mesą i izolacją tlenkową.
Lasery azotkowe montowane są w hermetycznych obudowach o rozmiarach 5,6 mm.

## Parametry niebieskich diod laserowych
Lasery wytwarzane na azotku galu emitują światło w zakresie od bliskiego ultrafioletu do niebiesko-zielonego (370-500 nm), w zależności od składu chemicznego warstwy aktywnej. Gęstości prądu progowego w tych laserach są rzędu 2-5 kA/cm². Napięcia progowe wynoszą od 3,8 V do 5,5 V w zależności od konstrukcji lasera. Sprawności przyrządów są rzędu 0,8-1,8.

## Lasery emisji powierzchniowej – VCSEL
Konstrukcja laserów emisji powierzchniowej na azotku galu (Vertical Cavity Surface Emitting Laser) od dawna była celem wielu grup badawczych. Jednak konstrukcja tych przyrządów była niezwykle trudna ze względu na problemy w otrzymaniu monolitycznych zwierciadeł Bragga, posiadających zarówno dobre właściwości strukturalne, jak i zadowalające parametry elektryczne. Dopiero ostatnio dzięki zastosowaniu technik hybrydowych (użycie zewnętrznych zwierciadeł dielektrycznych) udało się grupie z Tajwanu zademonstrować po raz pierwszy taki laser. Wkrótce potem, firma Nichia zademonstrowała pracujący w temperaturze pokojowej azotkowy VCSEL

## Lasery polarytonowe
Lasery polarytonowe stanowią zupełnie nową koncepcję emiterów koherentnego światła. W klasycznym laserze półprzewodnikowym mechanizmem wzmocnienia jest emisja wymuszona, która prowadzi do uporządkowania układu fotonów. W laserze polarytonowym mamy do czynienia z polarytonami ekscytonowymi, quasi-cząstkami, które są kombinacją stanów fotonowych i ekscytonowych. Takie cząstki mają charakter bozonowy. W przypadku ich kondensacji, cały system elektronowo-fotonowy staje się koherentny i możliwa jest emisja światła o charakterze laserowym, bez inwersji obsadzeń. Azotek galu jest materiałem szczególnie dobrze predestynowanym do wytworzenia na nim takich emiterów, między innymi ze względu na wysoką energię wiązania ekscytonów. Pierwszy, pompowany optycznie, laser polarytonowy na azotku galu został zademonstrowany przez grupę z Politechniki Federalnej w Lozannie i Uniwersytetu w Southhampton w Wielkiej Brytanii

## Niebieski laser w Europie
Badania nad azotkowymi diodami laserowymi w Europie rozwijane były w kilku ośrodkach. Poniżej podano daty kilku pierwszych demonstracji laserów opartych na azotku galu przeprowadzonych w Europie:
- lipiec 1999, Osram OS w Ratyzbonie
- grudzień 2001, CBW PAN „Unipress” Warszawa (obecnie IWC PAN) (grupa prof. Sylwestra Porowskiego)
- maj 2002, Uniwersytet w Bremie (grupa prof. Detlefa Hommela)

Badania niebieskich laserów półprzewodnikowych prowadzone były w późniejszych latach również na uniwersytetach w Sheffield w Wielkiej Brytanii, Bath w Wielkiej Brytanii, w Instytucie Fraunhofera we Fryburgu Bryzgowijskim i w Politechnice Federalnej w Lozannie (EPFL) – Szwajcaria

## Polska technologia produkcji

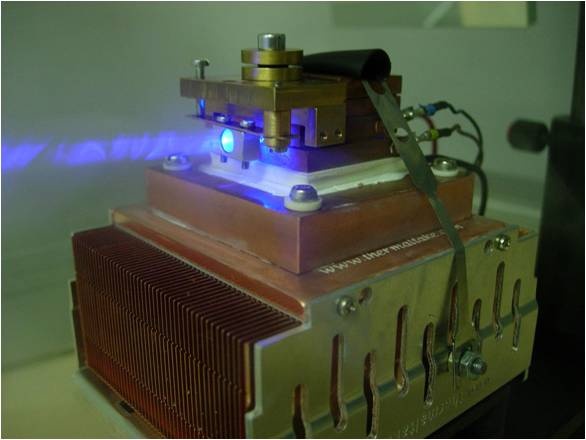
Wczesna konstrukcja niebieskiej diody laserowej z Instytutu Wysokich Ciśnień w Warszawie

W Polsce technologię niebieskich laserów na azotku galu rozwija Instytut Wysokich Ciśnień PAN w Warszawie i jego spin-off TopGaN Sp. z o.o. Ta technologia oparta jest na metodzie wysokociśnieniowej syntezy azotku galu, która umożliwia otrzymywanie podłoży o bardzo niskiej ilości dyslokacji. Polski niebieski laser został zademonstrowany w grudniu 2001. Od tego czasu trwają prace nad optymalizacją lasera i budowana jest linia produkcyjna. W tej grupie zademonstrowano również pierwszy laser niebieski wykonany ultraczystą technologią PAMBE (Plasma Assisted Molecular Beam Epitaxy).

## Zastosowanie azotkowych diod laserowych
Pierwotnie głównym motorem rozwoju azotkowych diod laserowych było wytworzenie nowych systemów optycznego zapisu informacji. Obecnie produkowane systemy powszechnego użytku w standardzie Blu-ray do zapisu materiałów wizyjnych i danych posługują się tego typu diodami laserowymi. Urządzeniem wykorzystującym takie napędy są konsole Sony PlayStation 3.
W zastosowaniach profesjonalnych (broadcastingowych) dużą popularność zdobył system XDCAM firmy SONY, który stosuje cyfrowy zapis i odczyt przy pomocy niebieskiego lasera na płycie zamkniętej w kasecie. Głównymi producentami tego typu diod w Japonii są: Nichia, Sony, Sanyo i Sharp.
Obecnie duże zainteresowanie przemysłu budzą diody laserowe o dłuższych falach emisji: 440-530 nm. Takie lasery mogą być wykorzystane jako składowe światła niebieskiego i zielonego w telewizji laserowej i mikro projektorach światła w telefonach komórkowych nowej generacji.
Przykładowe zastosowania laserów niebieskich:
- Optyczny zapis i odczyt informacji: Blu-ray; HD DVD; XDCAM
- Szybki druk laserowy
- Wyświetlacze i telewizja laserowa (aplikacje w trakcie rozwijania)
- Diagnostyka medyczna
- Urządzenia fotolitograficzne
- Stosowane w dydaktyce astronomicznej wskaźniki laserowe